# Avan (Degerfors socken, Västerbotten, 715289-168411)
Avan är en sjö i Vindelns kommun i Västerbotten och ingår i Umeälvens huvudavrinningsområde.